# Danuta Knysz-Tomaszewska
Danuta Ewa Knysz-Tomaszewska do 1992 posługiwała się nazwiskiem Knysz-Rudzka (ur. 28 maja 1940 w Warszawie) – polska historyczka literatury, edytorka i tłumaczka.
W latach 1958–1963 studiowała polonistykę na Uniwersytecie Warszawskim. W 1968 obroniła pracę doktorską Tradycje naturalistyczne w powieści dwudziestolecia międzywojennego i typy ich funkcjonowania. Habilitację uzyskała w 1993 rozprawą Archiwa Cazina. Dzienniki Cazina, po czym otrzymała stanowisko profesor UW. W latach 1994–1999 pełniła funkcję prodziekan Wydziału Polonistyki UW. W 1999 otrzymała stanowisko profesor nadzwyczajnej, zaś w 2002 tytuł naukowy profesora. W latach 1999–2001 była dyrektorką Instytutu Literatury Polskiej UW.  W 2008 podjęła pracę w nowo powstałym Instytucie Polonistyki Stosowanej UW.
W pracy badawczej zajmowała się głównie naturalizmem polskim, francuskim i włoskim, tradycjami naturalistycznymi w literaturze XX w., związkami sztuki i literatury, szczególnie w zakresie impresjonizmu, relacjami obrazu i tekstu, a także dziejami intelektualistów polskich w Lotaryngii. Tłumaczyła z języka francuskiego literaturę piękną (m.in. Jeźdźcy Josepha Kessela) oraz teksty z zakresu literaturoznawstwa. Publikowała m.in. w czasopismach „Przegląd Humanistyczny”, „Miesięcznik Literacki”, „Nowe Książki”, „Literatura na Świecie”. Współtworzyła almanach naukowy „Les Nouveaux Cahiers Franco-Polonais” (2002–2005) oraz dwujęzyczną serię Petite bibliothéque bilingue des classiques dla littérature polonaise.